# Silvia Busuioc

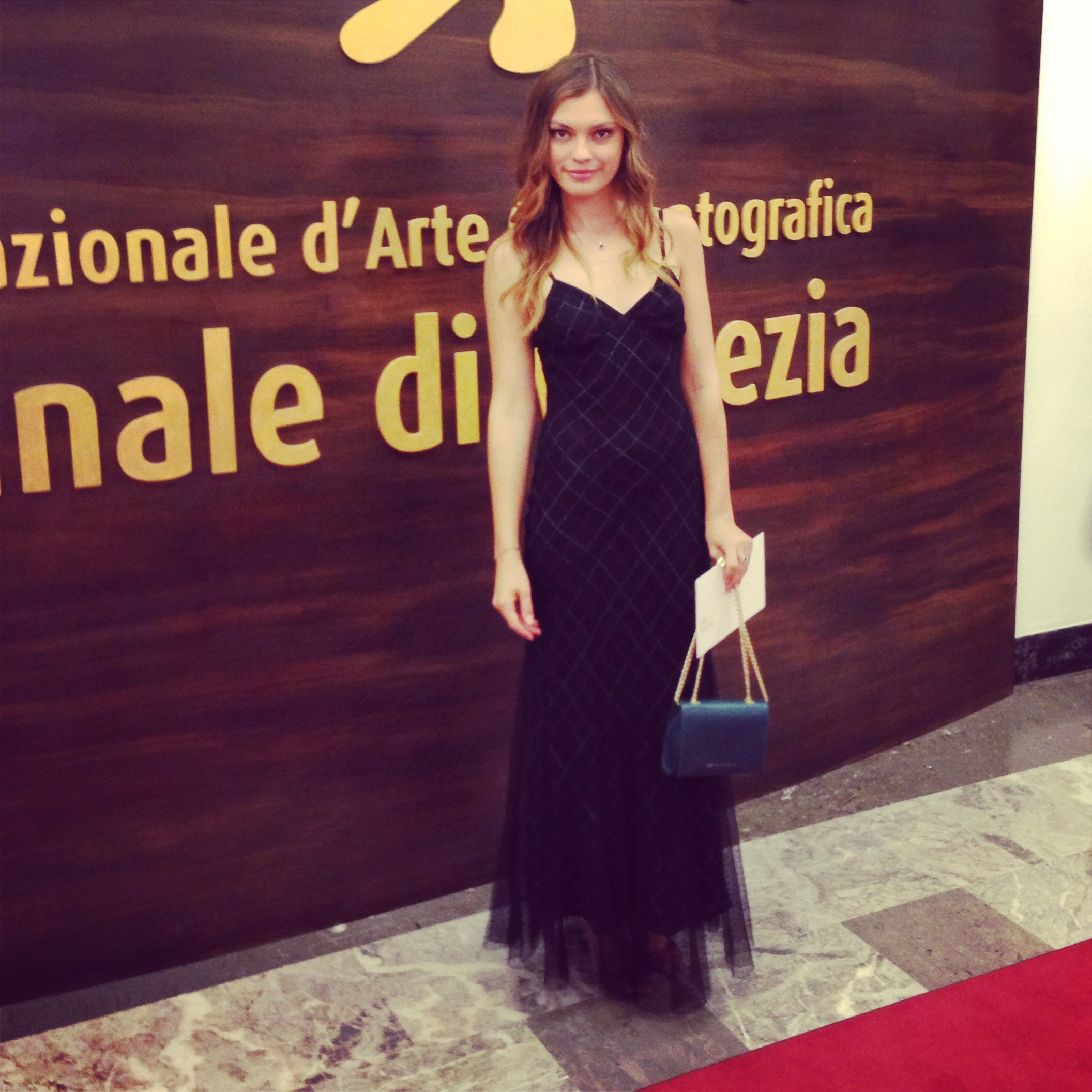
Silvia Busuioc bei den Filmfestspielen von Venedig, 2013

Silvia Busuioc (* 7. September 1989 in Chișinău, Sowjetunion) ist eine moldauisch-italienische Bühnen-, Fernseh- und Filmschauspielerin.

## Leben
Silvia Busuioc wurde 1989 in Chișinău geboren und wuchs dort in der seit 1991 unabhängigen Republik Moldau auch auf. Sie erhielt Tanzunterricht, ehe sie die International Cambridge School besuchte und dort die Fächer Betriebswirtschaftslehre, Wirtschaftswissenschaften, Englisch und Literatur belegte. Nach Erhalt ihres Diploms (2007) wirkte sie in zwei Kurzfilmen mit und betätigte sich bei einem, der im Rahmen einer Informationskampagne zum Thema Tuberkulose-Bekämpfung entstand, auch als Autorin. Anschließend ließ sie sich in Italien nieder.
Sie nahm an der Universität Mailand ein Studium auf und trat in diversen Bühneninszenierungen auf, wie etwa am Piccolo Teatro und im Rahmen einer Zusammenarbeit mit der ebenfalls dort beheimateten Accademia dei filodrammatici. Man sah sie mit Hauptrollen 2008 in Amletie, 2009 in DiVerso … Amore und 2012 in Gli incubi del geco. Mit dem Stück Animelle! Un euro al chilo, in dem sie die Hauptrolle der Lilia verkörperte, ging sie 2011/12 auch auf Europatournee und gab ein Gastspiel in Kanada. Anschließend kehrte sie für Produktionen der Fernsehsender RAI, Channel 5 und Sky vor die Kamera zurück. 2012 nahm sie ein Angebot von Martin Landau zur schauspielerischen Weiterbildung an das Actors Studio in New York City an. 
Seitdem wirkte sie mit italienisch-, englisch-, rumänisch- und deutschsprachigen Rollen in internationalen Film- und Fernsehproduktionen mit, die in Deutschland nur wenig Beachtung fanden. Eine durchgehende Rolle erhielt sie 2013 in der Fernsehserie Fuoriclasse und 2015 eine Hauptrolle in dem rumänischen Kino-Erfolg Selfie 69, wo sie nach langer Zeit wieder eine Rolle in ihrer Muttersprache spielte. Sporadische Verpflichtungen führten sie sowohl nach Hollywood (Gastrolle in der Serie Lethal Weapon) als auch nach Großbritannien (eine Nebenrolle an der Seite Michael Fassbenders in dem Thriller Schneemann und eine Hauptrolle in dem Kinofilm We Too).
Tragende Rollen in deutschsprachigen Produktionen übernahm Busuioc seit Mitte der 2010er Jahre. Man sah sie 2016 in dem Schweizer Fernsehzweiteiler Gotthard, in dem man sie als Mädchen besetzte, das sich als Junge verkleidet, um gegen Ende des 19. Jahrhunderts am Bau des titelgebenden Tunnels teilzunehmen. 2019 war sie als die in den 1950er Jahren in einen Deutschen verliebte Süditalienerin Giulietta Marconi in dem deutschen Fernsehdreiteiler Bella Germania zu sehen.

## Filmografie
- 2007: A doua sansa (Kurzfilm, auch Drehbuch)
- 2008: Misstake (Kurzfilm)
- 2013: Occhi (Kurzfilm)
- 2014: Giulietta non esiste
- 2013–2015: Fuoriclasse (TV-Serie)
- 2014: Dealer (Kurzfilm)
- 2015: Selfie 69
- 2016: Gotthard (TV-Film, zwei Teile)
- 2016: Lethal Weapon (TV-Serie, eine Folge)
- 2016: Untitled (A Film)
- 2017: Veep – Die Vizepräsidentin (Veep, TV-Serie, eine Folge)
- 2017: Schneemann (The Snowman)
- 2018: Il ragazzo invisibile: Seconda generazione
- 2018: Bella Germania (dreiteiliger Fernsehfilm)
- 2019: We Too
- 2019: Senior Entourage